# Aleš Pilgr
Aleš Pilgr (* 25. května 1980 Ústí nad Orlicí) je český hudebník a popularizátor vědy. Působí jako bubeník, perkusista a kontrabasista v kapele Květy. V roce 2006 vydal svou první sólovou desku Nos na stůl, na kterou navázala další alba se skupinou Biorchestr (2009-2016). Jeho poslední autorské album Japonec vzniklo v rámci projektu YM. Je bývalým členem skupin Ty Syčáci a Blue box.
Od roku 2014 se věnuje popularizaci vědy. Je bývalím zaměstnancem VIDA! science centra. Je spoluzakladatelem platformy pro popularizaci vědy Science ON.
Aleš Pilgr studoval Vysoké učení technické v Brně. Od roku 2005 do 2014 vyučoval matematiku a fyziku na brněnském gymnáziu Hády.

## Diskografie
- sólová alba
  - Nos na stůl, 2006
- Biorchestr
  - Papučka (2009)
  - Nos na stůl, reedice pod hlavičkou Biorchestru (2011)
  - Umakartové (2012)
  - Io (2014)
  - Hommage à Jiří Bulis (2015) – píseň Na ploše ledové
  - Bicykl (2016)
- Květy
  - Daleko hle dům (vlastní náklad, 2003)
  - Jablko jejího peří (Indies, 2004)
  - Kocourek a horečka (Indies Scope, 2006)
  - Střela zastavená v jantaru (Indies Scope, 2008)
  - Myjau (Indies Scope, 2009) – CD i LP
  - Dokud běžíš / Dopis španělské princezně (gramosingl, 2009)
  - V čajové konvici (Indies Scope, 2011)
  - Fagi EP (gramofonové EP, vlastní náklad, 2011)
  - Broňa session (MC, vlastní náklad, 2012)
  - Bílé včely (Indies Scope, 2012) – CD i LP
  - Miláček slunce (Indies Scope, 2015)
  - Copak můžu svojí milý mámě říct (Polí5, 2016)
  - Komik do půl osmé (Indies Scope, 2017)
  - Spí vánoční pták (Polí5, 2017)
  - Jiná hudba pro Kocoura Vavřince, 2017 – Knihovnička Kocoura Vavřince
  - projekt YM: Lorenzovi hoši (Polí5, 2018)
  - projekt YM: Japonec (Polí5, 2018)
  - Květy Květy (Indies Scope, 2020)
  - Starý kortykoid (Polí5, 2022)
  - 41 minut (Polí5, 2024)
- Ty Syčáci
  - Bum Bum Bum (To nejlepší a bicí) (Indies Happy Trails Records, 2007)
  - Krása (Indies Happy Trails Records, 2010)
  - Eldorado (2013)
- další projekty
  - Jana Jablonczek a Martin Evžen Kyšperský – Zase se na mě díváš, jak skládám svoje šaty (2006)
  - Domácí práce – album Martina E. Kyšperského s hosty (2009)
  - Cermaque: Dům slzí (Guerilla Records, 2009)
  - Beata Bocek: O Tobje, 2016
  - Martin Kyšperský: Vlakem, 2016 – vokály
  - Alen: Tma, 2022 – host ve třech skladbách
  - Duo, 2022 – album s Martinem Kyšperským
  - Martina Trchová: 90 % štěstí, 2024 – host v jedné skladbě